# The Midnight Alarm (film 1919)
The Midnight Alarm è un cortometraggio muto del 1919. Il nome del regista non viene riportato nei credit del film che ha come interprete Smiling Billy Parsons, ovvero William Parsons, un popolare attore comico dell'epoca.

## Produzione
Il film fu prodotto dalla National Film Corporation of America come Capitol Comedies.

## Distribuzione
Distribuito dalla Goldwyn Distributing Company, il film - un cortometraggio in due bobine - uscì nelle sale USA il 6 aprile 1919.